# Pfronstetten
Pfronstetten település Németországban, azon belül Baden-Württembergben.  

## Népesség
A település népessége az elmúlt években az alábbi módon változott:
| Lakosok száma | 1364 | 1332 | 1334 | 1300 | 1363 | 1617 | 1568 | 1550 | 1461 | 1525 |
|               | 1961 | 1967 | 1974 | 1980 | 1987 | 1993 | 2000 | 2006 | 2013 | 2023 |

## Fekvése
Reutlingentől 25 km-rel délre fekvő település. A B 312-es úton, Zweifaltenből a Sváb Albon át vezető úton közelíthető meg.

## Története
Területén korábban két kis település Höfle és Niklaus álltak. Niklaus falu a 18. század végén épült, egy tégla ház állt itt, névadója Abbot Nicholas Zwiefalten volt.

## Nevezetességek
- Barokk temploma a 18. században épült.

## Itt születtek, itt éltek
- Ludwig Stemmer (1828-1908) - orvos és pap: Lauterbach első díszpolgára.
- Otto Gauss (1877-1970) - lelkész, orgonista, zeneszerző és zeneműkiadó.
- Franz Xaver Arnold (1898-1969) - egyetemi tanár, a Tübingeni Egyetemen.